# C/2014 W2 (PANSTARRS)
C/2014 W2 (PANSTARRS) — одна з довгоперіодичних комет.